# Tukulti-apil-Ešarra III.

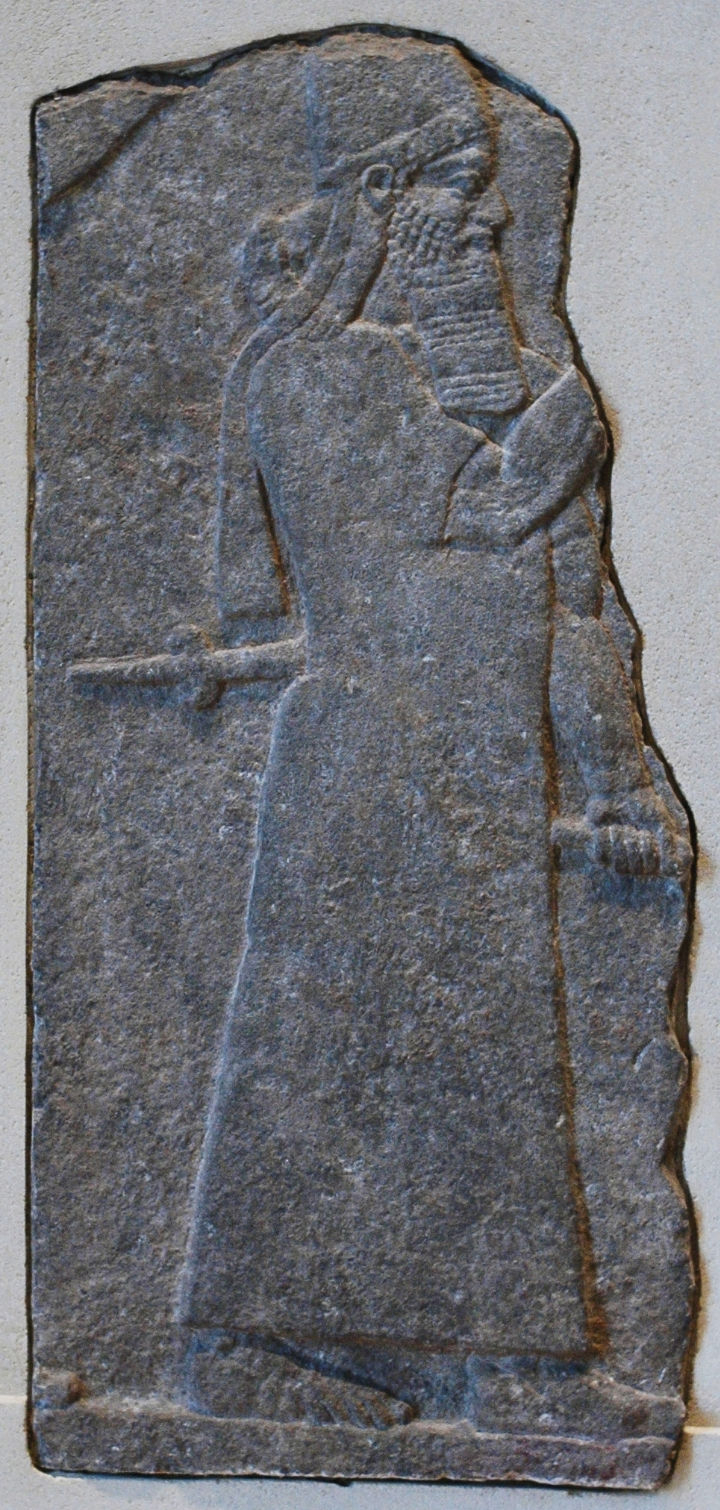
Stele von Tiglat-Pileser III., Louvre

Tukulti-apil-Ešarra III. (akkadisch) oder biblisch Tiglat-Pileser III. war von 745 bis 726 v. Chr. König des Assyrischen Reiches.
Tiglat-Pileser gelang es, Assyrien – zu Beginn seiner Herrschaft eher eine lokale Macht – zur bedeutendsten Großmacht im Nahen Osten aufzubauen. Er reformierte die Reichsstruktur und hob Steuerprivilegien auf, um die Finanzierung der Militarisierung und die Expansionspolitik zu gewährleisten.

## Name
Sein akkadischer Name bedeutet: „Mein Vertrauen ruht auf dem Erbsohn des Ešarra“. Der Name wird als politisch besonders ambitioniert angesehen. Ešarra bezeichnet den Haupttempel in Aššur. Unter Erbsohn von Ešarra ist die Gottheit Ninurta zu verstehen, der Sohn des Stadt- und Staatsgottes Aššur. Seit Tukulti-Ninurta I., der diese Gottheit als erster in seinen assyrischen Königsnamen aufgenommen hat, gilt Ninurta gleich nach Aššur und zuweilen neben Nergal als Gott, der den König erwählen oder stürzen kann. In Inschriften seines Namenvorgängers Tukulti-apil-Ešarra I. werden Aššur und Ninurta als seine Patrone im Krieg und bei der Jagd genannt. Ninurta verleiht dem König ein kämpferisches Wesen, das ihn im Krieg und auf der Jagd unfehlbar macht.

### Inschriften
Die Annalen des Tiglat-Pileser III. waren auf Wandplatten im Zentralpalast in Kalhu festgehalten, die aber nach der Zerstörung desselben von Asarhaddon um 672 beim Bau des Südwestpalasts wiederverwendet wurden. Austen Henry Layard konnte 1847 zahlreiche Platten bergen; sie befanden sich aber naturgemäß nicht mehr in der richtigen Reihenfolge.
Die Annalen waren chronologisch geordnet. Daneben gab es Einzeldarstellungen, die nach Gebieten geordnet waren („chronologisch-geographisches Muster“). Sie wurden vielleicht auf dem Areal des Nabu-Tempels in Kalhu aufbewahrt. Dazu gehören etwa:
- zerbrochene Platteninschrift aus dem Südwestpalast in Kalhu mit den assyrischen Eroberungen zwischen 747 und 735, von Babylonien bis nach Kummuḫu.
- Platte K 3751 aus dem Südostpalast in Kalhu, Eroberungen bis 730
- Fragment aus Kalhu, Statthalterpalast (ND 400) mit dem Bericht über die Feldzüge in Phönizien 734
- Abklatsch einer heute verlorenen Inschrift mit den Feldzügen in Syrien, Phönizien, Israel, Arabien und Ägypten bis 728 von George Smith.
- Inschriftenfragment (gebrannter Ton) aus der Cella der Tašmetu im Nabu-Tempel von Kalhu (ND 4301 + 4305) mit dem Feldzug gegen Urartu von 735.

### Bibel
Die Bibel bezeichnet Tiglat-Pileser in 2 Kön 15,19  und 1 Chr 5,26  als Pul, nach seinem babylonischen Namen Pulu. Ansonsten wird er mit seinem assyrischen Namen Tiglat-Pileser genannt (2 Kön 15,29 , 16,7–10 ; 1 Chr 5,6 ; 2 Chr 28,20 ).

## Leben
Es ist nicht klar, ob Tiglat-Pileser ein Usurpator oder ein legitimer Thronfolger war. Wer den Aufstand gegen Aššur-nirari V. im Jahre 746 v. Chr. anführte, ist nicht bekannt. Jedoch hatte der Aufstand in Kalhu seinen Ausgangspunkt und Bēl-dân, der Gouverneur von Kalhu, wurde der erste Eponym unter Tukulti-apil-Ešarra. Aus diesem Grund und da die herrschende Clique unter Šamši-ilu wahrscheinlich durch Tukulti-apil-Ešarra entmachtet wurde, ist eine Beteiligung Tukulti-apil-Ešarras am Aufstand von 746 nicht unwahrscheinlich.
Tukulti-apil-Ešarra III. selbst (KAH I, 21) beschreibt sich als Sohn von Adad-nīrārī III., der allerdings 38 Jahre vor ihm regierte. Die Königslisten führen ihn als Sohn des Aššur-nirari V., seines Vorgängers, das ist allerdings das übliche Verfahren und nicht immer verlässlich.
Er war mit Königin Yâba verheiratet, deren Grab, zusammen mit dem von Sargons Königin Atalia, in Kalhu gefunden wurde.

## Innenpolitik
Tiglat-Pileser reformierte die Provinzeinteilung des assyrischen Reiches und verkleinerte einige der Provinzen deutlich, vielleicht, um die Macht der örtlichen Machthaber zu beschneiden. Im Laufe seiner Regierung wurden manche Provinzen jedoch um neu eroberte Gebiete erweitert. Wie bereits in mittelalssyrischer Zeit wurden die Gouverneure (Šaknu) direkt vom König eingesetzt. De facto war das Amt jedoch oft erblich. Die Gouverneure entstammten meist den mächtigen Familien Assurs.

## Feldzüge

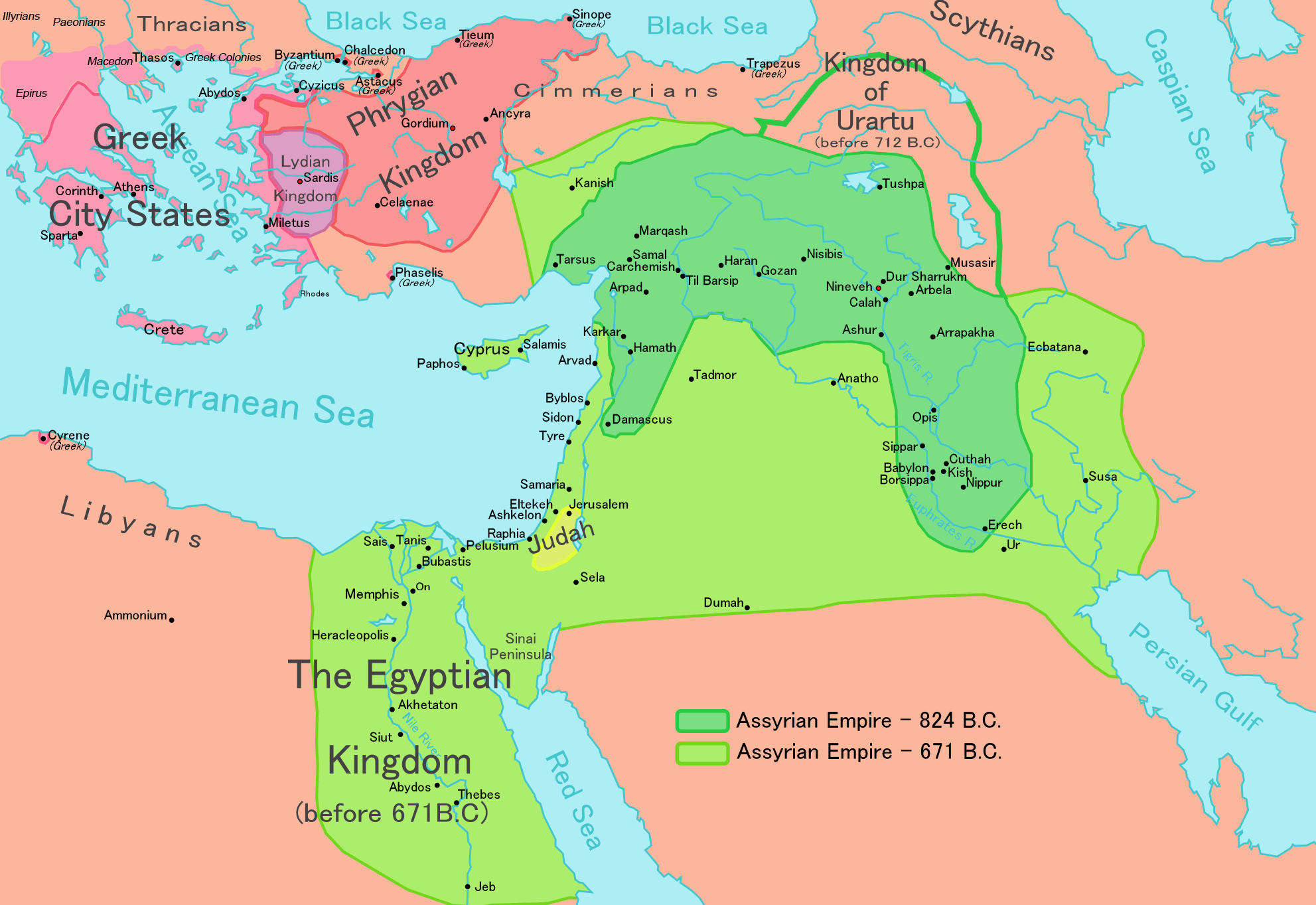
Lage von Assyrien und seiner Nachbarvölker

Zunächst bekämpfte Tiglat-Pileser erfolgreich Sarduri II. von Urartu im Norden (siehe Karte), der seine Herrschaft bis nach Nordsyrien ausgedehnt hatte. Dabei griff er 735 Tušpa an, konnte es aber nicht einnehmen. Der Feldzug ist unter anderem in einem Inschriftenfragment (gebrannter Ton) aus der Cella der Tašmetu im Nabu-Tempel von Kalhu (ND 4301 + 4305) beschrieben, das 1955 entdeckt wurde. Das Fragment beschreibt auch die Landschaft in der Gegend von Van und erwähnt unter anderem den Berg Sizir westlich von Bitlis. Möglicherweise waren dies die neuen Grenzen zwischen Urartu und Assur. In Ulluba wurde eine neue assyrische Festung angelegt, Aššur-iqiša, die mit Leuten aus Ya’udi besiedelt wurde. Die Provinz unterstand dem rab reši.
Dann richtete er seine Aufmerksamkeit auf das Gebiet Ḫatti im Westen. Tiglat-Pileser annektierte Gebiete zwischen Arpad und der Küste des Mittelmeeres („oberes Meer“) bei Antiochia am Orontes und Hamath. Ja’udi, Karkemiš, Aram, Samaria und die phönizischen Städte wurden tributpflichtig.
In assyrischen Inschriften um 740 v. Chr. taucht der Name Asarja auf, der als Usurpator erwähnt wird. Ob es sich um den biblischen Asarja handelt, wird in Fachkreisen kontrovers diskutiert. Im Syrisch-Ephraimitischen Krieg 734/733 v. Chr. verbündeten sich König Rezin von Aram mit Pekach von Israel und den phönizischen Städten gegen Ahas (in assyrischen Quellen: Jahu-khazi), den König von Juda. Ahas rief Tiglat-pilesar zur Hilfe. Tiglat-Pileser eroberte Damaskus und tötete Rezin. Er eroberte auch Teile des Reiches Israels und ließ zahlreiche Bewohner deportieren. Auch das Land der Philister geriet damals unter die Kontrolle Assyriens. Dem biblischen Bericht zufolge (2. Könige 15 und 16) soll dagegen Hoschea Pekach getötet und sich zu seinem Nachfolger erklärt haben, während assyrische Quellen berichten, Tiglat-Pileser habe Pekach ab- und Hoschea als Vasallenkönig eingesetzt. Dem entspricht auch die Inschrift III R 10, Nr. 2, in der Tiglat-Pileser davon berichtet, dass die samarische Bevölkerung Pekach tötete und Hosea als neuen König wählte.
Danach eroberte Tiglat-Pileser Babylon. Er ließ sich dort unter dem Namen Pulu zum König von Babylonien krönen. Nach seinem Tod bestieg Kronprinz Ulūlāja (Ululaju) den Thron. Wie sein Vater verwendete er seinen Prinzennamen als König von Babylonien. In Assyrien nannte er sich Salmānu-ašarēd V., der biblisch überlieferte Name ist Salmanassar.

## Bauten
Tiglat-Pileser ließ den Königspalast in Kalhu erbauen, der später von Asarhaddon abgerissen wurde.